# Klaus Rifbjerg
Œuvres principales
Terminal Innocence, Konfrontation
Klaus Rifbjerg, né le 15 décembre 1931 à Copenhague et mort le 4 avril 2015 , est un poète, romancier, nouvelliste et scénariste danois.

## Biographie
Klaus Rifbjerg obtient le Grand prix de littérature du Conseil nordique en 1970 pour Anna, jeg, Anna (Anna, moi, Anna).
Il est membre de l’Académie danoise depuis 1967.

## Œuvres traduites en français
- L’Innocence chronique (Den Kroniske uskyld), traduit par Raymond Albeck, Paris, Éditions Stock, 1969, 221 p. (BNF 35211077)
- Anna, moi, Anna (Anna, jeg, Anna), traduit par Raymond Albeck, Paris, Éditions Stock, 1971, 253 p. (BNF 35425123)
- Poèmes, traduit par Régis Boyer, Paris, Éditions Seghers, collection « Autour du monde », 1980, 127 p.  (ISBN 2-221-50113-6)

## Filmographie
- 1965 : 4x4